# Division Pacifique de la NBA
La division Pacifique (en anglais : Pacific Division) est l'une des trois divisions de la Conférence Ouest de la National Basketball Association (NBA). 
Créée en 1970, à la suite de la réorganisation du championnat NBA en 17 équipes, la division Pacifique se compose alors des Lakers de Los Angeles, des Trail Blazers de Portland, des Rockets de San Diego, des Warriors de San Francisco et des SuperSonics de Seattle. 
Par la suite plusieurs autres franchises évolueront au sein de cette division telles que les Suns de Phoenix, les Clippers de Los Angeles et les Kings de Sacramento.
Les Lakers de Los Angeles ont remporté 25 titres de la division Pacifique. Quatre équipes ont été championnes NBA : les Lakers de Los Angeles (1972, 1980, 1982, 1985, 1987, 1988, 2000 à 2002, 2009, 2010), les Warriors de Golden State (1975, 2015, 2017, 2018, 2022), les SuperSonics de Seattle (1979) et les Trail Blazers de Portland (1977). 
En 1978, toutes les équipes de la division Pacifique ont eu un pourcentage de victoires supérieur à 50%. En 1992, six des sept équipes de la division se sont qualifiées pour les playoffs. 
Depuis 2004 et la création des divisions Nord-Ouest et Sud-Ouest, la division Pacifique se compose de cinq équipes : les Lakers et les Clippers de Los Angeles, les Kings de Sacramento, les Warriors de Golden State et les Suns de Phoenix. 
À l'aube de la saison 2021-2022, le champion de la division Pacifique reçoit le Chuck Cooper Trophy, nommé en l'honneur de la légende de la ligue, Chuck Cooper.

## Classement sur la saison actuelle
| Division Pacifique           | V  | D  | MJ | V/D  | GB | Dom   | Ext   | Div  |
| ---------------------------- | -- | -- | -- | ---- | -- | ----- | ----- | ---- |
| Lakers de Los Angeles - y    | 50 | 32 | 82 | .610 | –  | 31-10 | 19-22 | 12-4 |
| Clippers de Los Angeles - x  | 50 | 32 | 82 | .610 | –  | 30-11 | 20-21 | 9-7  |
| Warriors de Golden State - x | 48 | 34 | 82 | .585 | 2  | 24-17 | 24-17 | 5-11 |
| Kings de Sacramento - pi     | 40 | 42 | 82 | .488 | 10 | 20-21 | 20-21 | 5-11 |
| Suns de Phoenix - o          | 36 | 46 | 82 | .439 | 14 | 24-17 | 12-29 | 9-7  |

## Équipes de la division Pacifique
- Warriors de Golden State, depuis 1970.
- Clippers de Los Angeles, depuis 1978.
- Lakers de Los Angeles, depuis 1970.
- Suns de Phoenix, depuis 1972.
- Kings de Sacramento, depuis 1988.

## Anciennes équipes de la division Pacifique
- Rockets de San Diego/Rockets de Houston
- Trail Blazers de Portland
- Supersonics de Seattle

## Champions de la division Pacifique
Légende :
- Vainqueur des Finales NBA
- Finaliste des Finales NBA

| Saison    | Franchise                 | Bilan | %    | Résultats en playoffs |
| --------- | ------------------------- | ----- | ---- | --- |
| 1970-1971 | Lakers de Los Angeles     | 48-34 | 58,5 | Victoire - Demi-finale de conférence Ouest (Bulls) 4-3 Défaite - Finale de conférence Ouest (Bucks) 4-1                                                                                          |
| 1971-1972 | Lakers de Los Angeles     | 69-13 | 84,1 | Victoire - Demi-finale de conférence Ouest (Bulls) 4-0 Victoire - Finale de conférence Ouest (Bucks) 4-2 Victoire - Finales NBA (Knicks) 4-1                                                     |
| 1972-1973 | Lakers de Los Angeles     | 60-22 | 73,2 | Victoire - Demi-finale de conférence Ouest (Bulls) 4-3 Victoire - Finale de conférence Ouest (Warriors) 4-1 Défaite - Finales NBA (Knicks) 4-1                                                   |
| 1973-1974 | Lakers de Los Angeles     | 47-35 | 57,3 | Défaite - Demi-finale de conférence Ouest (Bucks) 4-1 |
| 1974-1975 | Warriors de Golden State  | 48-34 | 58,5 | Victoire - Demi-finale de conférence Ouest (SuperSonics) 4-2 Victoire - Finale de conférence Ouest (Bulls) 4-3 Victoire - Finales NBA (Bullets) 4-0                                              |
| 1975-1976 | Warriors de Golden State  | 59-23 | 72,0 | Victoire - Demi-finale de conférence Ouest (Pistons) 4-2 Défaite - Finale de conférence Ouest (Suns) 4-3                                                                                         |
| 1976-1977 | Lakers de Los Angeles     | 53-29 | 64,6 | Victoire - Demi-finale de conférence Ouest (Warriors) 4-3 Défaite - Finale de conférence Ouest (Trail Blazers) 4-0                                                                               |
| 1977-1978 | Trail Blazers de Portland | 58-24 | 70,7 | Défaite - Demi-finale de conférence Ouest (SuperSonics) 4-2 |
| 1978-1979 | SuperSonics de Seattle    | 52-30 | 63,4 | Victoire - Demi-finale de conférence Ouest (Lakers) 4-1 Victoire - Finale de conférence Ouest (Suns) 4-3 Victoire - Finales NBA (Bullets) 4-1                                                    |
| 1979-1980 | Lakers de Los Angeles     | 60-22 | 73,2 | Victoire - Demi-finale de conférence Ouest (Suns) 4-1 Victoire - Finale de conférence Ouest (SuperSonics) 4-1 Victoire - Finales NBA (76ers) 4-2                                                 |
| 1980-1981 | Suns de Phoenix           | 57-25 | 69,5 | Défaite - Demi-finale de conférence Ouest (Kings) 4-3 |
| 1981-1982 | Lakers de Los Angeles     | 57-25 | 69,5 | Victoire - Demi-finale de conférence Ouest (Suns) 4-0 Victoire - Finale de conférence Ouest (Spurs) 4-0 Victoire - Finales NBA (76ers) 4-2                                                       |
| 1982-1983 | Lakers de Los Angeles     | 58-24 | 70,7 | Victoire - Demi-finale de conférence Ouest (Trail Blazers) 4-1 Victoire - Finale de conférence Ouest (Spurs) 4-2 Défaite - Finales NBA (76ers) 4-0                                               |
| 1983-1984 | Lakers de Los Angeles     | 54-28 | 65,9 | Victoire - 1er tour Ouest (Kings) 3-0 Victoire - Demi-finale de conférence Ouest (Mavericks) 4-1 Victoire - Finale de conférence Ouest (Suns) 4-2 Victoire - Finales NBA (Celtics) 4-3           |
| 1984-1985 | Lakers de Los Angeles     | 62-20 | 75,6 | Victoire - 1er tour Ouest (Suns) 3-0 Victoire - Demi-finale de conférence Ouest (Trail Blazers) 4-1 Victoire - Finale de conférence Ouest (Nuggets) 4-1 Défaite - Finales NBA (Celtics) 4-2      |
| 1985-1986 | Lakers de Los Angeles     | 62-20 | 75,6 | Victoire - 1er tour Ouest (Spurs) 3-0 Victoire - Demi-finale de conférence Ouest (Mavevicks) 4-2 Défaite - Finale de conférence Ouest (Rockets) 4-1                                              |
| 1986-1987 | Lakers de Los Angeles     | 65-17 | 79,3 | Victoire - 1er tour Ouest (Nuggets) 3-0 Victoire - Demi-finale de conférence Ouest (Warriors) 4-1 Victoire - Finale de conférence Ouest (SuperSonics) 4-0 Victoire - Finales NBA (Celtics) 4-2   |
| 1987-1988 | Lakers de Los Angeles     | 62-20 | 75,6 | Victoire - 1er tour Ouest (Spurs) 3-0 Victoire - Demi-finale de conférence Ouest (Jazz) 4-3 Victoire - Finale de conférence Ouest (Mavericks) 4-3 Victoire - Finales NBA (Pistons) 4-3           |
| 1988-1989 | Lakers de Los Angeles     | 57-25 | 69,5 | Victoire - 1er tour Ouest (Trail Blazers) 3-0 Victoire - Demi-finale de conférence Ouest (SuperSonics) 4-0 Victoire - Finale de conférence Ouest (Suns) 4-0 Défaite - Finales NBA (Pistons) 4-0  |
| 1989-1990 | Lakers de Los Angeles     | 63-19 | 76,8 | Victoire - 1er tour Ouest (Rockets) 3-1 Défaite - Demi-finale de conférence Ouest (Suns) 4-1 |
| 1990-1991 | Trail Blazers de Portland | 63-19 | 76,8 | Victoire - 1er tour Ouest (SuperSonics) 3-2 Victoire - Demi-finale de conférence Ouest (Jazz) 4-1 Défaite - Finale de conférence Ouest (Lakers) 4-2                                              |
| 1991-1992 | Trail Blazers de Portland | 57-25 | 69,5 | Victoire - 1er tour Ouest (Lakers) 3-1 Victoire - Demi-finale de conférence Ouest (Suns) 4-1 Victoire - Finale de conférence Ouest (Jazz) 4-2 Défaite - Finales NBA (Bulls) 4-2                  |
| 1992-1993 | Suns de Phoenix           | 62-20 | 75,6 | Victoire - 1er tour Ouest (Lakers) 3-2 Victoire - Demi-finale de conférence Ouest (Spurs) 4-2 Victoire - Finale de conférence Ouest (SuperSonics) 4-3 Défaite - Finales NBA (Bulls) 4-2          |
| 1993-1994 | SuperSonics de Seattle    | 63-19 | 76,8 | Défaite - 1er tour Ouest (Nuggets) 3-2 |
| 1994-1995 | Suns de Phoenix           | 59-23 | 72,0 | Victoire - 1er tour Ouest (Trail Blazers) 3-0 Défaite - Demi-finale de conférence Ouest (Rockets) 4-3                                                                                            |
| 1995-1996 | SuperSonics de Seattle    | 64-18 | 78,0 | Victoire - 1er tour Ouest (Kings) 3-1 Victoire - Demi-finale de conférence Ouest (Rockets) 4-0 Victoire - Finale de conférence Ouest (Jazz) 4-3 Défaite - Finales NBA (Bulls) 4-2                |
| 1996-1997 | SuperSonics de Seattle    | 57-25 | 69,5 | Victoire - 1er tour Ouest (Suns) 3-2 Défaite - Demi-finale de conférence Ouest (Rockets) 4-3 |
| 1997-1998 | SuperSonics de Seattle    | 61-21 | 74,4 | Victoire - 1er tour Ouest (Timberwolves) 3-2 Défaite - Demi-finale de conférence Ouest (Lakers) 4-1                                                                                              |
| 1998-1999 | Trail Blazers de Portland | 35-15 | 70,0 | Victoire - 1er tour Ouest (Suns) 3-0 Victoire - Demi-finale de conférence Ouest (Jazz) 4-2 Défaite - Finale de conférence Ouest (Spurs) 4-2                                                      |
| 1999-2000 | Lakers de Los Angeles     | 67-15 | 81,7 | Victoire - 1er tour Ouest (Kings) 3-2 Victoire - Demi-finale de conférence Ouest (Suns) 4-1 Victoire - Finale de conférence Ouest (Trail Blazers) 4-3 Victoire - Finales NBA (Pacers) 4-2        |
| 2000-2001 | Lakers de Los Angeles     | 56-26 | 68,3 | Victoire - 1er tour Ouest (Trail Blazers) 3-0 Victoire - Demi-finale de conférence Ouest (Kings) 4-0 Victoire - Finale de conférence Ouest (Spurs) 4-0 Victoire - Finales NBA (76ers) 4-1        |
| 2001-2002 | Kings de Sacramento       | 61-21 | 74,4 | Victoire - 1er tour Ouest (Jazz) 3-1 Victoire - Demi-finale de conférence Ouest (Mavericks) 4-1 Défaite - Finale de conférence Ouest (Lakers) 4-3                                                |
| 2002-2003 | Kings de Sacramento       | 59-23 | 72,0 | Victoire - 1er tour Ouest (Jazz) 4-1 Défaite - Demi-finale de conférence Ouest (Mavericks) 4-3                                                                                                   |
| 2003-2004 | Lakers de Los Angeles     | 56-26 | 68,3 | Victoire - 1er tour Ouest (Rockets) 4-1 Victoire - Demi-finale de conférence Ouest (Spurs) 4-2 Victoire - Finale de conférence Ouest (Timberwolves) 4-2 Défaite - Finales NBA (Pistons) 4-1      |
| 2004-2005 | Suns de Phoenix           | 62-20 | 75,9 | Victoire - 1er tour Ouest (Grizzlies) 4-0 Victoire - Demi-finale de conférence Ouest (Mavericks) 4-2 Défaite - Finale de conférence Ouest (Spurs) 4-1                                            |
| 2005-2006 | Suns de Phoenix           | 54-28 | 65,9 | Victoire - 1er tour Ouest (Lakers) 4-3 Victoire - Demi-finale de conférence Ouest (Clippers) 4-3 Défaite - Finale de conférence Ouest (Mavericks) 4-2                                            |
| 2006-2007 | Suns de Phoenix           | 61-21 | 74,4 | Victoire - 1er tour Ouest (Lakers) 4-1 Défaite - Demi-finale de conférence Ouest (Spurs) 4-2 |
| 2007-2008 | Lakers de Los Angeles     | 57-25 | 69,5 | Victoire - 1er tour Ouest (Nuggets) 4-0 Victoire - Demi-finale de conférence Ouest (Jazz) 4-2 Victoire - Finale de conférence Ouest (Spurs) 4-1 Défaite - Finales NBA (Celtics) 4-2              |
| 2008-2009 | Lakers de Los Angeles     | 65-17 | 79,3 | Victoire - 1er tour Ouest (Jazz) 4-1 Victoire - Demi-finale de conférence Ouest (Rockets) 4-3 Victoire - Finale de conférence Ouest (Nuggets) 4-2 Victoire - Finales NBA (Magic) 4-1             |
| 2009-2010 | Lakers de Los Angeles     | 57-25 | 69,5 | Victoire - 1er tour Ouest (Thunder) 4-2 Victoire - Demi-finale de conférence Ouest (Jazz) 4-0 Victoire - Finale de conférence Ouest (Suns) 4-2 Victoire - Finales NBA (Celtics) 4-3              |
| 2010-2011 | Lakers de Los Angeles     | 57-25 | 69,5 | Victoire - 1er tour Ouest (Hornets) 4-2 Défaite - Demi-finale de conférence Ouest (MAvericks) 4-0                                                                                                |
| 2011-2012 | Lakers de Los Angeles     | 41-25 | 62,1 | Victoire - 1er tour Ouest (Nuggets) 4-3 Défaite - Demi-finale de conférence Ouest (Thunder) 4-1                                                                                                  |
| 2012-2013 | Clippers de Los Angeles   | 56-26 | 68,3 | Défaite - 1er tour Ouest (Grizzlies) 4-2 |
| 2013-2014 | Clippers de Los Angeles   | 57-25 | 69,5 | Victoire - 1er tour Ouest (Warriors) 4-3 Défaite - Demi-finale de conférence Ouest (Thunder) 4-2                                                                                                 |
| 2014-2015 | Warriors de Golden State  | 67-15 | 81,7 | Victoire - 1er tour Ouest (Pelicans) 4-0 Victoire - Demi-finale de conférence Ouest (Grizzlies) 4-2 Victoire - Finale de conférence Ouest (Rockets) 4-1 Victoire - Finales NBA (Cavaliers) 4-2   |
| 2015-2016 | Warriors de Golden State  | 73-9  | 89,0 | Victoire - 1er tour Ouest (Rockets) 4-1 Victoire - Demi-finale de conférence Ouest (Trail Blazers) 4-1 Victoire - Finale de conférence Ouest (Thunder) 4-3 Défaite - Finales NBA (Cavaliers) 4-3 |
| 2016-2017 | Warriors de Golden State  | 67-15 | 81,7 | Victoire - 1er tour Ouest (Trail Blazers) 4-0 Victoire - Demi-finale de conférence Ouest (Jazz) 4-0 Victoire - Finale de conférence Ouest (Spurs) 4-0 Victoire - Finales NBA (Cavaliers) 4-1     |
| 2017-2018 | Warriors de Golden State  | 58-24 | 70,7 | Victoire - 1er tour Ouest (Spurs) 4-1 Victoire - Demi-finale de conférence Ouest (Pelicans) 4-1 Victoire - Finale de conférence Ouest (Rockets) 4-3 Victoire - Finales NBA (Cavaliers) 4-0       |
| 2018-2019 | Warriors de Golden State  | 57-25 | 69,5 | Victoire - 1er tour Ouest (Clippers) 4-2 Victoire - Demi-finale de conférence Ouest (Rockets) 4-2 Victoire - Finale de conférence Ouest (Trail Blazers) 4-0 Défaite - Finales NBA (Raptors) 4-2  |
| 2019-2020 | Lakers de Los Angeles     | 52-19 | 73,2 | Victoire - 1er tour Ouest (Trail Blazers) 4-1 Victoire - Demi-finale de conférence Ouest (Rockets) 4-1 Victoire - Finale de conférence Ouest (Nuggets) 4-1 Victoire - Finales NBA (Heat) 4-2     |
| 2020-2021 | Suns de Phoenix           | 51-21 | 70,8 | Victoire - 1er tour Ouest (Lakers) 4-2 Victoire - Demi-finale de conférence Ouest (Nuggets) 4-0 Victoire - Finale de conférence Ouest (Clippers) 4-2 Victoire - Finales NBA (Bucks) 4-2          |
| 2021-2022 | Suns de Phoenix           | 64-18 | 78,0 | Victoire - 1er tour Ouest (Pelicans) 4-2 Défaite - Demi-finale de conférence Ouest (Mavericks) 4-3                                                                                               |
| 2022-2023 | Kings de Sacramento       | 48-34 | 58,5 | Défaite - 1er tour Ouest (Warriors) 4-3 |
| 2023-2024 | Clippers de Los Angeles   | 51-31 | 62,2 | Défaite - 1er tour (Mavericks) 4-2 |
| 2024-2025 | Lakers de Los Angeles     | 50-32 | 61,0 | Défaite - 1er tour (Timberwolves) 4-1 |

## Liste des équipes championnes de la division Pacifique
| Franchise                                                   | Titres | Dernier titre | Années |
| ----------------------------------------------------------- | ------ | ------------- | --- |
| Lakers de Los Angeles                                       | 25     | 2025          | 1971, 1972, 1973, 1974, 1977, 1980, 1982, 1983, 1984, 1985, 1986, 1987, 1988, 1989, 1990, 2000, 2001, 2004, 2008, 2009, 2010, 2011, 2012, 2020, 2025 |
| Suns de Phoenix                                             | 8      | 2022          | 1981, 1993, 1995, 2005, 2006, 2007, 2021, 2022 |
| Warriors de Golden State                                    | 7      | 2019          | 1975, 1976, 2015, 2016, 2017, 2018, 2019 |
| SuperSonics de Seattle (Thunder d'Oklahoma City maintenant) | 5      | 1998          | 1979, 1994, 1996, 1997, 1998 |
| Trail Blazers de Portland                                   | 4      | 1999          | 1978, 1991, 1992, 1999 |
| Kings de Sacramento                                         | 3      | 2023          | 2002, 2003, 2023 |
| Clippers de Los Angeles                                     | 3      | 2024          | 2013, 2014, 2024 |

- en italique : Anciens membres de la division

## Résultats saison par saison
Légende :
- Vainqueur des Finales NBA
- Finaliste des Finales NBA
- Qualifié pour les séries éliminatoires
- Qualifié pour le tournoi play-in
- B : Non-qualifié pour la NBA Bubble 2020

| Saison | Bilan des équipes    | Bilan des équipes     | Bilan des équipes    | Bilan des équipes    | Bilan des équipes      | Bilan des équipes    | Bilan des équipes    |  |
| --- | -------------------- | --------------------- | -------------------- | -------------------- | ---------------------- | -------------------- | -------------------- |  |
| Saison | 1er                  | 2e                    | 3e                   | 4e                   | 5e                     | 6e                   | 7e                   |  |
| 1970 : La division Pacifique est formée initialement avec cinq équipes, les Lakers de Los Angeles, les Rockets de San Diego, les Warriors de San Francisco et les SuperSonics de Seattle de la division Ouest, ainsi que les Trail Blazers de Portland, en tant qu'équipe d'expansion. |                      |                       |                      |                      |                        |                      |                      |  |
| 1970-1971 | LA Lakers (48-34)    | San Francisco (41-41) | San Diego (40-42)    | Seattle (38-44)      | Portland (29-53)       |                      |                      |  |
| 1971 : Les Rockets de San Diego déménagent et se renomment les Rockets de Houston. Les Warriors de San Francisco déménagent à Oakland et se renomment les Warriors de Golden State. |                      |                       |                      |                      |                        |                      |                      |  |
| 1971-1972 | LA Lakers (69-13)    | Golden State (51-31)  | Seattle (47-35)      | Houston (34-48)      | Portland (18-64)       |                      |                      |  |
| 1972 : Les Suns de Phoenix arrivent de la division Midwest. Les Rockets de Houston rejoignent la division Centrale. |                      |                       |                      |                      |                        |                      |                      |  |
| 1972-1973 | LA Lakers (60-22)    | Golden State (47-35)  | Phoenix (38-44)      | Seattle (26-56)      | Portland (21-61)       |                      |                      |  |
| 1973-1974 | LA Lakers (47-35)    | Golden State (44-38)  | Phoenix (36-46)      | Seattle (30-52)      | Portland (27-55)       |                      |                      |  |
| 1974-1975 | Golden State (48-34) | Seattle (43-39)       | Portland (38-44)     | Phoenix (32-50)      | LA Lakers (30-52)      |                      |                      |  |
| 1975-1976 | Golden State (59-23) | Seattle (43-39)       | Phoenix (42-40)      | LA Lakers (40-42)    | Portland (37-45)       |                      |                      |  |
| 1976-1977 | LA Lakers (53-29)    | Portland (49-33)      | Golden State (46-36) | Seattle (40-42)      | Phoenix (34-48)        |                      |                      |  |
| 1977-1978 | Portland (58-24)     | Phoenix (49-33)       | Seattle (47-35)      | LA Lakers (45-37)    | Golden State (43-39)   |                      |                      |  |
| 1978 : Les Braves de Buffalo déménagent et se renomment les Clippers de San Diego, ils arrivent de la division Atlantique. |                      |                       |                      |                      |                        |                      |                      |  |
| 1978-1979 | Seattle (52-30)      | Phoenix (50-32)       | LA Lakers (47-35)    | Portland (45-37)     | San Diego (43-39)      | Golden State (38-44) |                      |  |
| 1979-1980 | LA Lakers (60-22)    | Seattle (56-26)       | Phoenix (55-27)      | Portland (38-44)     | San Diego (38-47)      | Golden State (24-58) |                      |  |
| 1980-1981 | Phoenix (57-25)      | LA Lakers (54-28)     | Portland (45-37)     | Golden State (39-43) | San Diego (36-46)      | Seattle (34-48)      |                      |  |
| 1981-1982 | LA Lakers (57-25)    | Seattle (52-30)       | Phoenix (46-36)      | Golden State (45-37) | Portland (42-40)       | San Diego (17-65)    |                      |  |
| 1982-1983 | LA Lakers (58-24)    | Phoenix (53-29)       | Seattle (48-34)      | Portland (46-36)     | Golden State (30-52)   | San Diego (25-57)    |                      |  |
| 1983-1984 | LA Lakers (54-28)    | Portland (48-34)      | Seattle (42-40)      | Phoenix (41-41)      | Golden State (37-45)   | San Diego (30-52)    |                      |  |
| 1984 : Les Clippers de San Diego déménagent et se renomment les Clippers de Los Angeles. |                      |                       |                      |                      |                        |                      |                      |  |
| 1984-1985 | LA Lakers (62-20)    | Portland (42-40)      | Phoenix (36-46)      | Seattle (31-51)      | LA Clippers (31-51)    | Golden State (22-60) |                      |  |
| 1985-1986 | LA Lakers (62-20)    | Portland (40-42)      | Phoenix (32-50)      | LA Clippers (32-50)  | Seattle (31-51)        | Golden State (30-52) |                      |  |
| 1986-1987 | LA Lakers (65-17)    | Portland (49-33)      | Golden State (42-40) | Seattle (39-43)      | Phoenix (36-46)        | LA Clippers (12-70)  |                      |  |
| 1987-1988 | LA Lakers (62-20)    | Portland (53-29)      | Seattle (44-38)      | Phoenix (28-54)      | Golden State (20-62)   | LA Clippers (17-65)  |                      |  |
| 1988 : Les Kings de Sacramento arrivent de la division Midwest. |                      |                       |                      |                      |                        |                      |                      |  |
| 1988-1989 | LA Lakers (57-25)    | Phoenix (55-27)       | Seattle (47-35)      | Golden State (43-39) | Portland (39-43)       | Sacramento (27-5)    | LA Clippers (21-61)  |  |
| 1989-1990 | LA Lakers (63-19)    | Portland (59-23)      | Phoenix (54-28)      | Seattle (41-41)      | Golden State (37-45)   | LA Clippers (30-52)  | Sacramento (23-59)   |  |
| 1990-1991 | Portland (63-19)     | LA Lakers (58-24)     | Phoenix (55-27)      | Golden State (44-38) | Seattle (41-41)        | LA Clippers (31-51)  | Sacramento (25-57)   |  |
| 1991-1992 | Portland (57-25)     | Golden State (55-27)  | Phoenix (53-29)      | Seattle (47-35)      | LA Clippers (45-37)    | LA Lakers (43-39)    | Sacramento (29-53)   |  |
| 1992-1993 | Phoenix (62-20)      | Seattle (55-27)       | Portland (51-31)     | LA Clippers (41-41)  | LA Lakers (39-43)      | Golden State (34-48) | Sacramento (25-57)   |  |
| 1993-1994 | Seattle (63-19)      | Phoenix (56-26)       | Golden State (50-32) | Portland (47-35)     | LA Lakers (33-49)      | Sacramento (28-54)   | LA Clippers (27-55)  |  |
| 1994-1995 | Phoenix (59-23)      | Seattle (57-25)       | LA Lakers (48-34)    | Portland (44-38)     | Sacramento (29-43)     | Golden State (26-56) | LA Clippers (17-65)  |  |
| 1995-1996 | Seattle (64-18)      | LA Lakers (53-29)     | Portland (44-38)     | Phoenix (41-41)      | Sacramento (39-43)     | Golden State (36-46) | LA Clippers (29-53)  |  |
| 1996-1997 | Seattle (57-25)      | LA Lakers (56-26)     | Portland (49-33)     | Phoenix (40-42)      | LA Clippers (36-46)    | Sacramento (34-48)   | Golden State (30-52) |  |
| 1997-1998 | Seattle (61-21)      | LA Lakers (61-21)     | Phoenix (56-26)      | Portland (46-36)     | Sacramento (27-55)     | Golden State (19-63) | LA Clippers (17-65)  |  |
| 1998-1999 | Portland (35-15)     | LA Lakers (31-19)     | Phoenix (27-23)      | Sacramento (37-13)   | Seattle (25-25)        | Golden State (21-29) | LA Clippers (9-41)   |  |
| 1999-2000 | LA Lakers (67-15)    | Portland (59-23)      | Phoenix (53-29)      | Seattle (45-37)      | Sacramento (44-38)     | Golden State (19-63) | LA Clippers (15-67)  |  |
| 2000-2001 | LA Lakers (56-26)    | Sacramento (55-27)    | Phoenix (51-31)      | Portland (50-32)     | Seattle (44-38)        | LA Clippers (31-51)  | Golden State (17-65) |  |
| 2001-2002 | Sacramento (61-21)   | LA Lakers (58-24)     | Portland (49-33)     | Seattle (45-37)      | LA Clippers (39-43)    | Phoenix (36-46)      | Golden State (21-61) |  |
| 2002-2003 | Sacramento (59-23)   | LA Lakers (50-32)     | Portland (50-32)     | Phoenix (44-38)      | Seattle (40-42)        | Golden State (38-44) | LA Clippers (27-55)  |  |
| 2003-2004 | LA Lakers (56-26)    | Sacramento (55-27)    | Portland (41-41)     | Golden State (37-45) | Seattle (37-45)        | Phoenix (29-53)      | LA Clippers (28-54)  |  |
| 2004 : Les Trail Blazers de Portland et les SuperSonics de Seattle rejoignent la division Nord-Ouest. |                      |                       |                      |                      |                        |                      |                      |  |
| 2004-2005 | Phoenix (62-20)      | Sacramento (50-32)    | LA Clippers (37-45)  | LA Lakers (34-48)    | Golden State (34-48)   |                      |                      |  |
| 2005-2006 | Phoenix (54-28)      | LA Clippers (47-35)   | LA Lakers (45-37)    | Sacramento (44-38)   | Golden State (34-48)   |                      |                      |  |
| 2006-2007 | Phoenix (61-21)      | LA Lakers (42-40)     | Golden State (42-40) | LA Clippers (40-42)  | Sacramento (33-49)     |                      |                      |  |
| 2007-2008 | LA Lakers (57-28)    | Phoenix (55-27)       | Golden State (48-34) | Sacramento (38-44)   | LA Clippers (23-59)    |                      |                      |  |
| 2008-2009 | LA Lakers (65-17)    | Phoenix (46-36)       | Golden State (59-23) | LA Clippers (19-63)  | Sacramento (17-65)     |                      |                      |  |
| 2009-2010 | LA Lakers (57-25)    | Phoenix (54-28)       | LA Clippers (29-53)  | Golden State (26-56) | Sacramento (25-57)     |                      |                      |  |
| 2010-2011 | LA Lakers (57-25)    | Phoenix (40-42)       | Golden State (36-46) | LA Clippers (32-50)  | Sacramento (24-58)     |                      |                      |  |
| 2011-2012 | LA Lakers (41-25)    | LA Clippers (40-26)   | Phoenix (33-33)      | Golden State (23-43) | Sacramento (22-44)     |                      |                      |  |
| 2012-2013 | LA Clippers (56-26)  | Golden State (47-35)  | LA Lakers (45-37)    | Sacramento (28-54)   | Phoenix (25-57)        |                      |                      |  |
| 2013-2014 | LA Clippers (57-25)  | Golden State (51-31)  | Phoenix (48-34)      | Sacramento (28-54)   | LA Lakers (27-57)      |                      |                      |  |
| 2014-2015 | Golden State (67-15) | LA Clippers (56-26)   | Phoenix (39-43)      | Sacramento (29-53)   | LA Lakers (21-61)      |                      |                      |  |
| 2015-2016 | Golden State (73-9)  | LA Clippers (53-29)   | Sacramento (33-49)   | Phoenix (53-59)      | LA Lakers (17-65)      |                      |                      |  |
| 2016-2017 | Golden State (67-15) | LA Clippers (51-31)   | Sacramento (32-50)   | LA Lakers (26-56)    | Phoenix (24-58)        |                      |                      |  |
| 2017-2018 | Golden State (58-24) | LA Clippers (42-40)   | LA Lakers (35-47)    | Sacramento (27-55)   | Phoenix (21-61)        |                      |                      |  |
| 2018-2019 | Golden State (57-25) | LA Clippers (48-34)   | Sacramento (39-43)   | LA Lakers (37-45)    | Phoenix (19-63)        |                      |                      |  |
| 2019-2020 | LA Lakers (52-19)    | LA Clippers (49-43)   | Phoenix (34-39)      | Sacramento (31-41)   | Golden State B (15-50) |                      |                      |  |
| 2020-2021 | Phoenix (51-21)      | LA Clippers (47-25)   | LA Lakers (42-30)    | Golden State (39-33) | Sacramento (31-41)     |                      |                      |  |
| 2021-2022 | Phoenix (64-18)      | Golden State (53-29)  | LA Clippers (42-40)  | LA Lakers (33-49)    | Sacramento (30-52)     |                      |                      |  |
| 2022-2023 | Sacramento (48-34)   | Phoenix (45-37)       | LA Clippers (44-38)  | Golden State (44-38) | LA Lakers (43-39)      |                      |                      |  |
| 2023-2024 | LA Clippers (51-31)  | Phoenix (49-33)       | LA Lakers (47-35)    | Sacramento (46-36)   | Golden State (46-36)   |                      |                      |  |
| 2024-2025 | LA Lakers (50-32)    | LA Clippers (50-32)   | Golden State (48-34) | Sacramento (40-42)   | Phoenix (36-46)        |                      |                      |  |